# Hypodryas fasciata
Hypodryas fasciata är en fjärilsart som beskrevs av Eugen Wehrli 1920. Hypodryas fasciata ingår i släktet Hypodryas och familjen praktfjärilar. Inga underarter finns listade i Catalogue of Life.